# Rancho Nuevo, Chapantongo
Rancho Nuevo är en ort i Mexiko.   Den ligger i kommunen Chapantongo och delstaten Hidalgo, i den sydöstra delen av landet, 90 km norr om huvudstaden Mexico City. Rancho Nuevo ligger 2 288 meter över havet och antalet invånare är 159.
Terrängen runt Rancho Nuevo är kuperad åt sydväst, men åt nordost är den platt. Runt Rancho Nuevo är det ganska tätbefolkat, med 185 invånare per kvadratkilometer. Närmaste större samhälle är Nopala de Villagran, 16,8 km väster om Rancho Nuevo. I omgivningarna runt Rancho Nuevo växer huvudsakligen savannskog.